# 1996 na Alemanha
Esta é uma cronologia dos fatos acontecimentos de ano 1996 na Alemanha.

## Eventos
- 13 de janeiro: O presidente israelense Ezer Weizman torna-se o segundo chefe do Estado israelense a visitar à Alemanha.[1]
- 1 de Julho: Acordo firmado pelos governos dos países de língua alemã (Alemanha, Áustria, Liechtenstein e Suíça) para a reforma da ortografia alemã.

## Mortes
- 1 de janeiro: Arthur Rudolph, engenheiro da Alemanha Nazista (n. 1906).[2]
- 9 de fevereiro: Adolf Galland, um dos aviadores alemães da Segunda Guerra Mundial (n. 1912).[3]